# Bartomeu Sala
Bartomeu Sala, també citat com Barthomeu o «en Sala de Montornès», fou un pagès de remença del segle xv, natural de Montornès del Vallès, sotmès a la servitud del sistema feudal, que va ser un dels dirigents de la segona revolta remença.

## Segona guerra remença
Nebot de Pere Joan Sala, i fart dels abusos que patien per part dels seus senyors, s'uní a la segona revolta remença i va contribuir a propagar-la a la zona del Vallès. Ja el 1483 consta la seva activitat com a síndic remença, formant part d'una ambaixada que aniria a demanar justícia al rei Ferran II, reunió de la qual sortiria la Salvaguarda de 1483. La seva participació en la revolta culminaria amb una batalla decisiva que es lliurà a Montornès el 4 de gener de 1485. Els remences de Bartomeu Sala, que s'havien atrinxerat al castell, van sortir a derrotar l'exèrcit enviat per la Diputació de Catalunya, format per aristòcrates i comandat pel veguer Pere Anton de Rocacrespa. No va ser una batalla gaire nombrosa, es calcula que potser hi hauria un màxim de dos-cents combatents per bàndol, però va provocar un sotrac polític. Que uns aixafaterrossos vencessin en una batalla a camp obert els nobles feudals, professionals en la guerra, va commoure el país.
La rellevància de la figura de Bartomeu Sala durant la segona revolta remença no es redueix només a una victòria. Després de l'execució pública del seu oncle, Pere Joan Sala, el conflicte s'allunya de Barcelona, però persisteix arreu del Principat, amb ocupacions de viles i castells, que n'alteren la vida social i econòmica. En uns moments tan baixos per a la noblesa catalana, els consellers de Barcelona envien el següent missatge al rei Ferran II: «Nosaltres vehem tota la terra posada en scàndel, los pagesos roben e destrossen contínuament, no gose negú anar per la terra sino porta guia d'en Sala de Montornés […] No fou mai vista ni legida tant gran confusió en una terra, que part stigam sens rey e sens ley».
Els senyors van entendre finalment que havien de pactar la fi dels mals usos.
El 22 d'abril de 1486 es reuniren a Extremadura els representants dels senyors i els remences per signar la Sentència Arbitral de Guadalupe, que dona la possibilitat als pagesos d'eximir-se dels mals usos, previ pagament d'elevades quantitats, a més de multes i indemnitzacions que han de pagar als nobles i a la corona. A més, els principals dirigents i pagesos destacats de la revolta són sentenciats a mort. El nom de Bartomeu Sala consta entre els signants de la Sentència, així com en la llista dels dirigents condemnats a mort. Fins que el 1491 no es dictà l'amnistia per als supervivents, les penes de mort a títol individual seguiren vigents i alguns d'ells van ser executats. Fou llavors que Bartomeu Sala va poder tornar al seu mas de Montornès, can Sala Gros (actualment dins del terme municipal de Vallromanes).

## Commemoració
En honor de la batalla de Montornès, cada any, des del 1989, la colla de gegants de Montornès, reviuen aquell moment amb el «Ball de la Dansa de la Batalla» protagonitzat pels dos gegants del poble: el veguer Pere Anton de Rocacrespa i el pagès Bartomeu Sala.
El 7 de juny de 2014 s'estrenà a Montornès del Vallès La Remençada, una obra de teatre musical escrita per Xavier Bertran i musicada per Xavier Baurier, una ficció basada en la vida de Bartomeu Sala i la seva família i companys i en la revolta remença.